# Rijksweg 16
Der Rijksweg 16 ist eine niederländische Autobahn die Antwerpen und Rotterdam miteinander verbindet. Sie führt durch die Provinzen Nordbrabant und Südholland.
Die Autobahn führt über drei große Flüsse, die Hollands Diep (über die Moerdijkbrug), die Oude Maas (durch den Drechttunnel) und die Nieuwe Maas (über die Van Brienenoordbrug).
Die A16 ist im gesamten Verlauf Teil der Europastraße 19. Zudem sind auf der A16 immer sehr viele Touristen unterwegs, das bedeutet besonders im Sommer kommt es dort oft zu Staus und stockendem Verkehr. Südlich von Breda führt die Autobahn am ausgedehnten Waldgebiet Mastbos vorbei.

## Nicht vorhandene Ausfahrten 1–13
Durch die Gemeinsame Streckenführung der A16 mit der A58 zwischen dem Knooppunt Galder und dem Knooppunt Princeville gibt es in dem Bereich eine gemeinsame Ausfahrt der beiden Autobahnen, die Ausfahrt 15. Wäre die A16 normal nummeriert, von 1 beginnend, dann müsste man diese Ausfahrt doppelt nummerieren. Um dies nicht machen zu müssen, beginnt die A16 mit der Ausfahrt 14, somit hat die Ausfahrt 15 nur eine Nummer. Dieses Verfahren wird in den Niederlanden auf mehreren Autobahnen durchgeführt, wie z. B. auf der A2 und der A67.

## Ursprüngliche Planungen
Ursprünglich war geplant, dass der Rijksweg 16 im Norden des Rotterdamer Stadtteils Terbregseplein beginnen sollte, von dort aus östlich von Zoetermeer und Leiden, vorbei an Hoofddorp, Haarlem, westlich vorbei an Assendelft, Alkmaar und Schagen bis nach Van Ewijksluis im Norden der Provinz Nordholland verlaufen sollte, wo sie in die N9 (heute N99) münden sollte. Ende der 1970er Jahre wurde diese Planung verworfen; übrig blieb der Wijkertunnel, durch den heute die A9 geführt wird.

## Verbindung mit der A13
Zwischen 2012 und 2014 sollte die A16 um zehn Kilometer verlängert und mit der A13 verbunden werden. Die Strecke sollte vom Knooppunt Terbregseplein vorbei am Flughafen Rotterdam bis zur A13 bei Delft verlaufen. Die Arbeiten begannen erst im Jahr 2019, die Fertigstellung ist für das Jahr 2025 geplant.

## Bilder

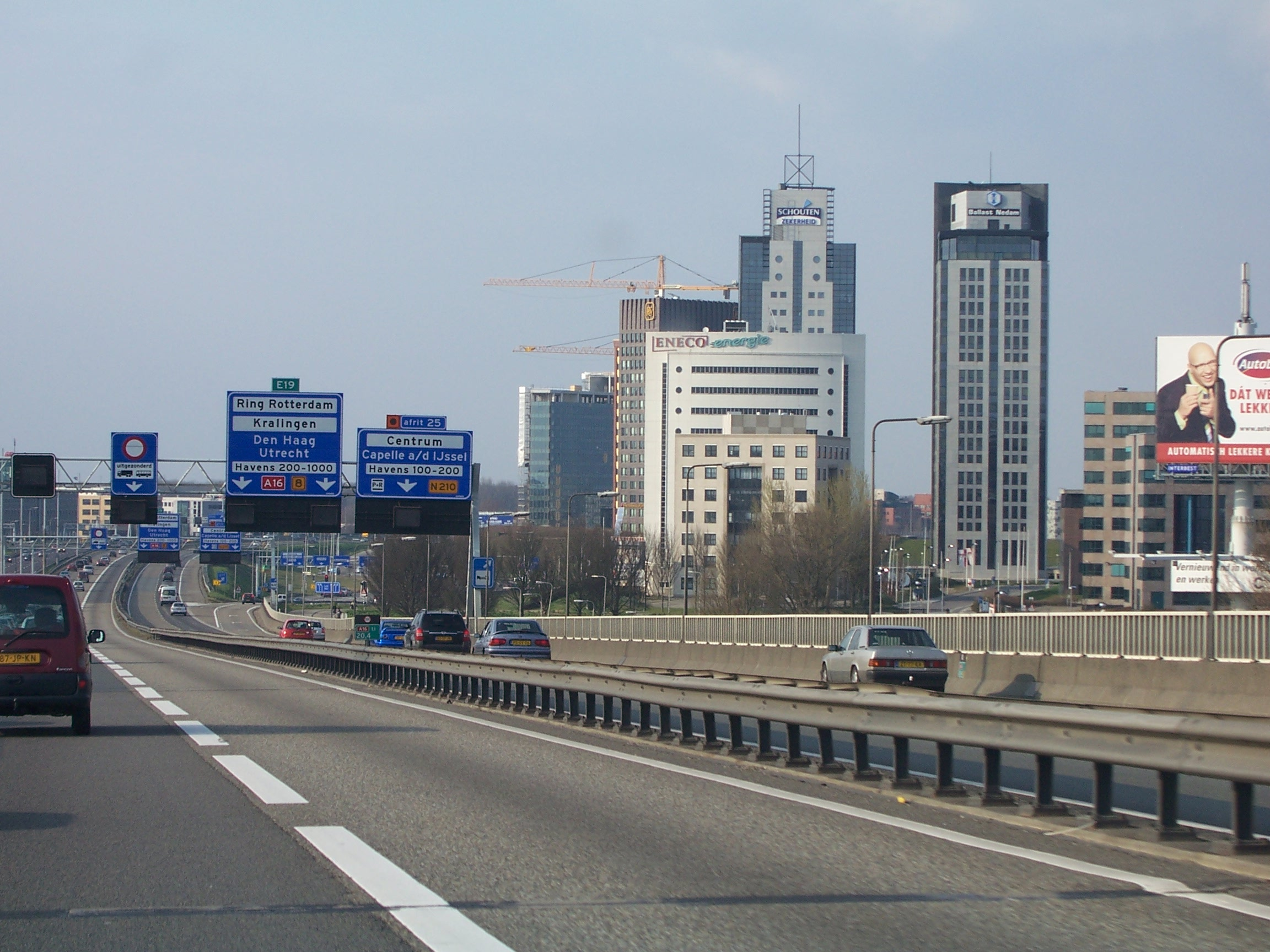
A16 Richtung Rotterdam
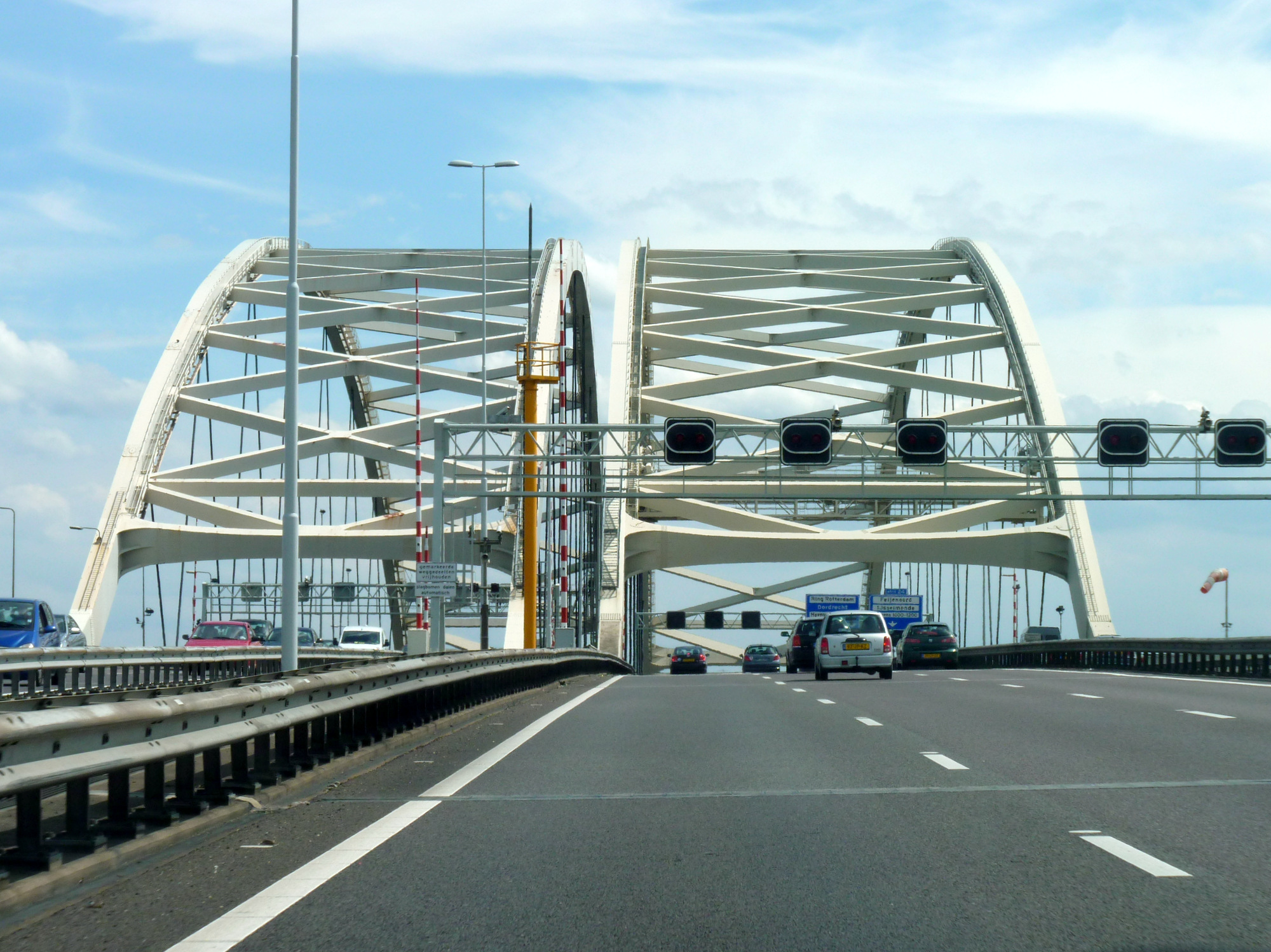
A16 auf der Brücke Van Brienenoordbrug
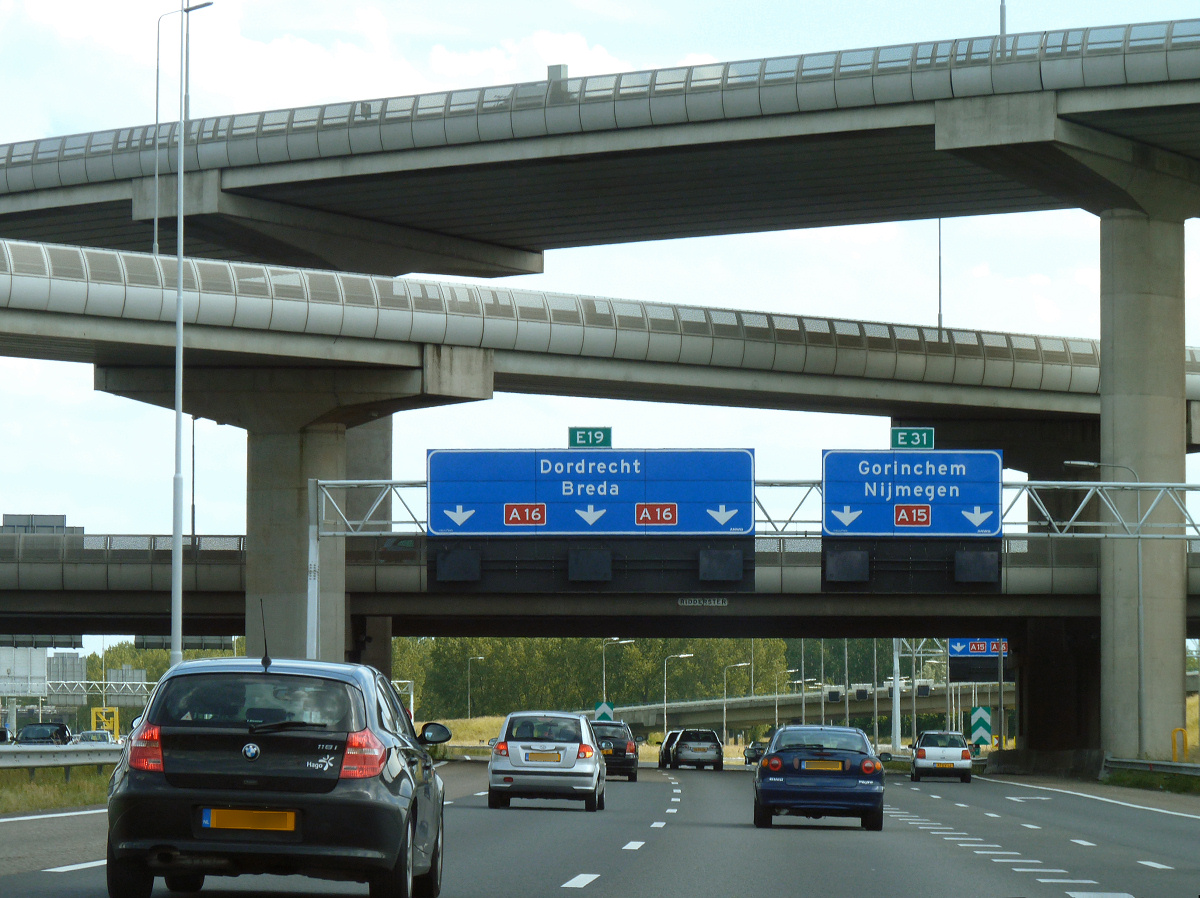
A16 beim Kreuz Ridderkerk, Richtung Süden
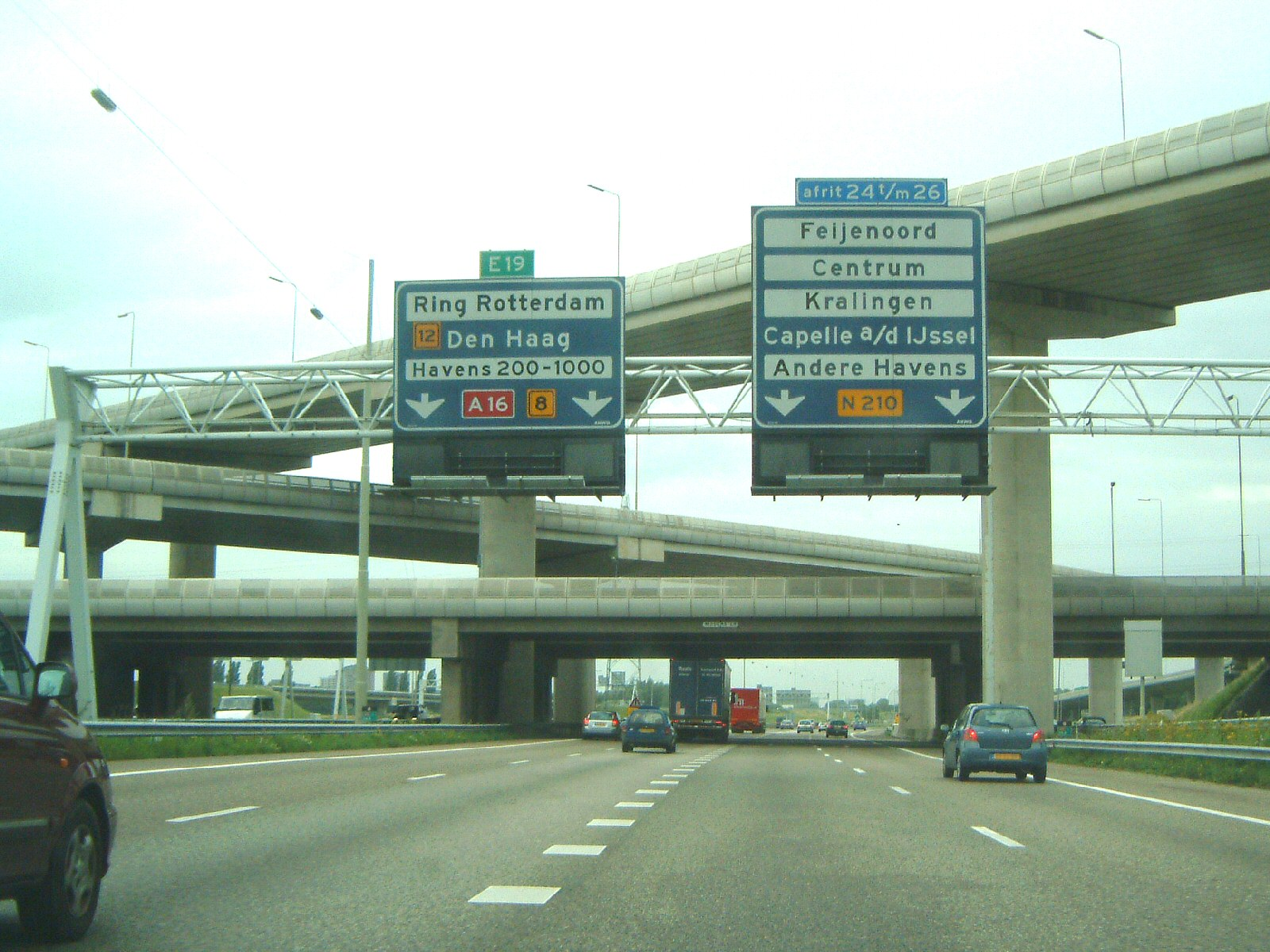
A16 beim Kreuz Ridderkerk, Richtung Norden
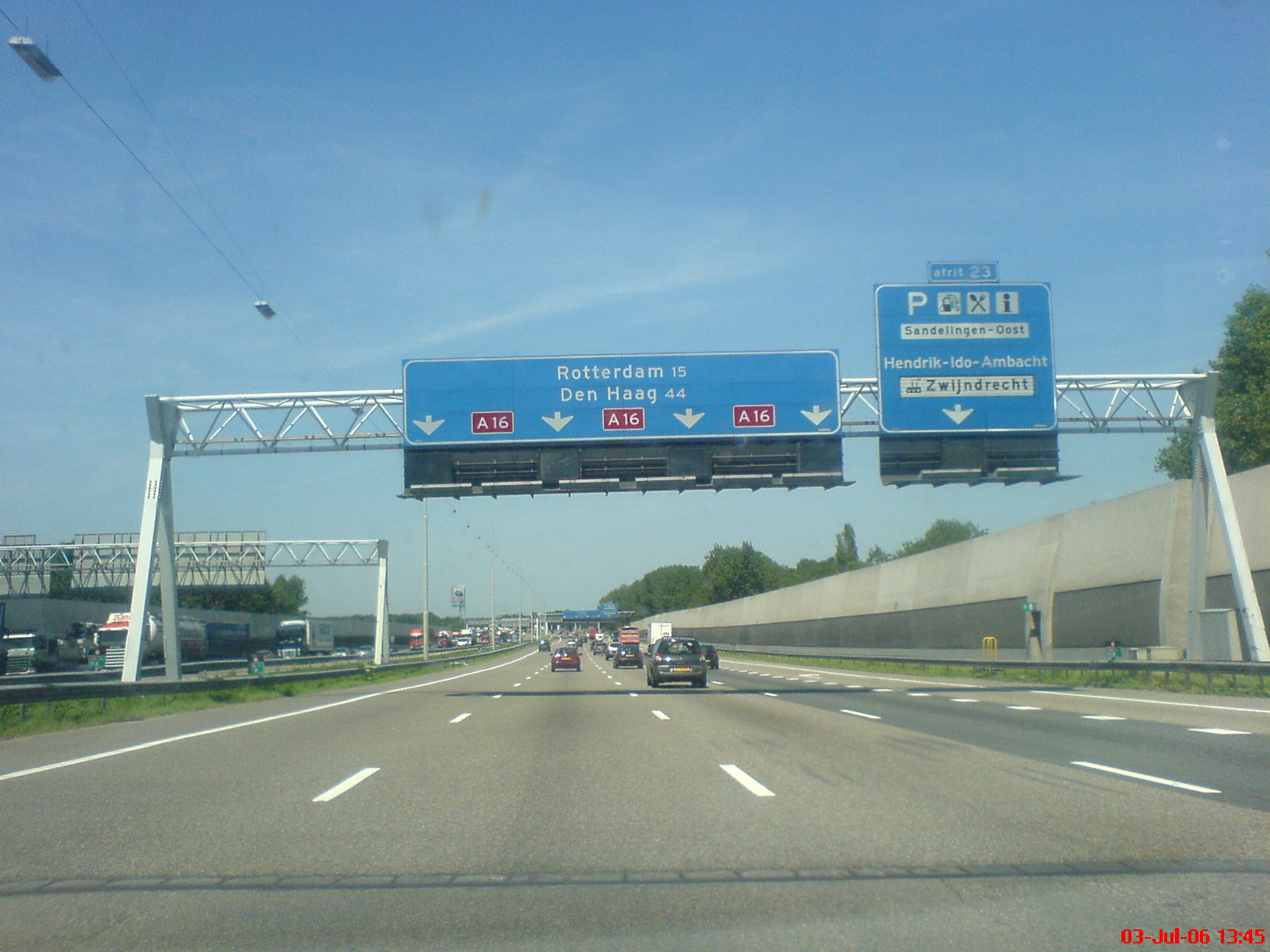
A16 bei Hendrik-Ido-Ambacht
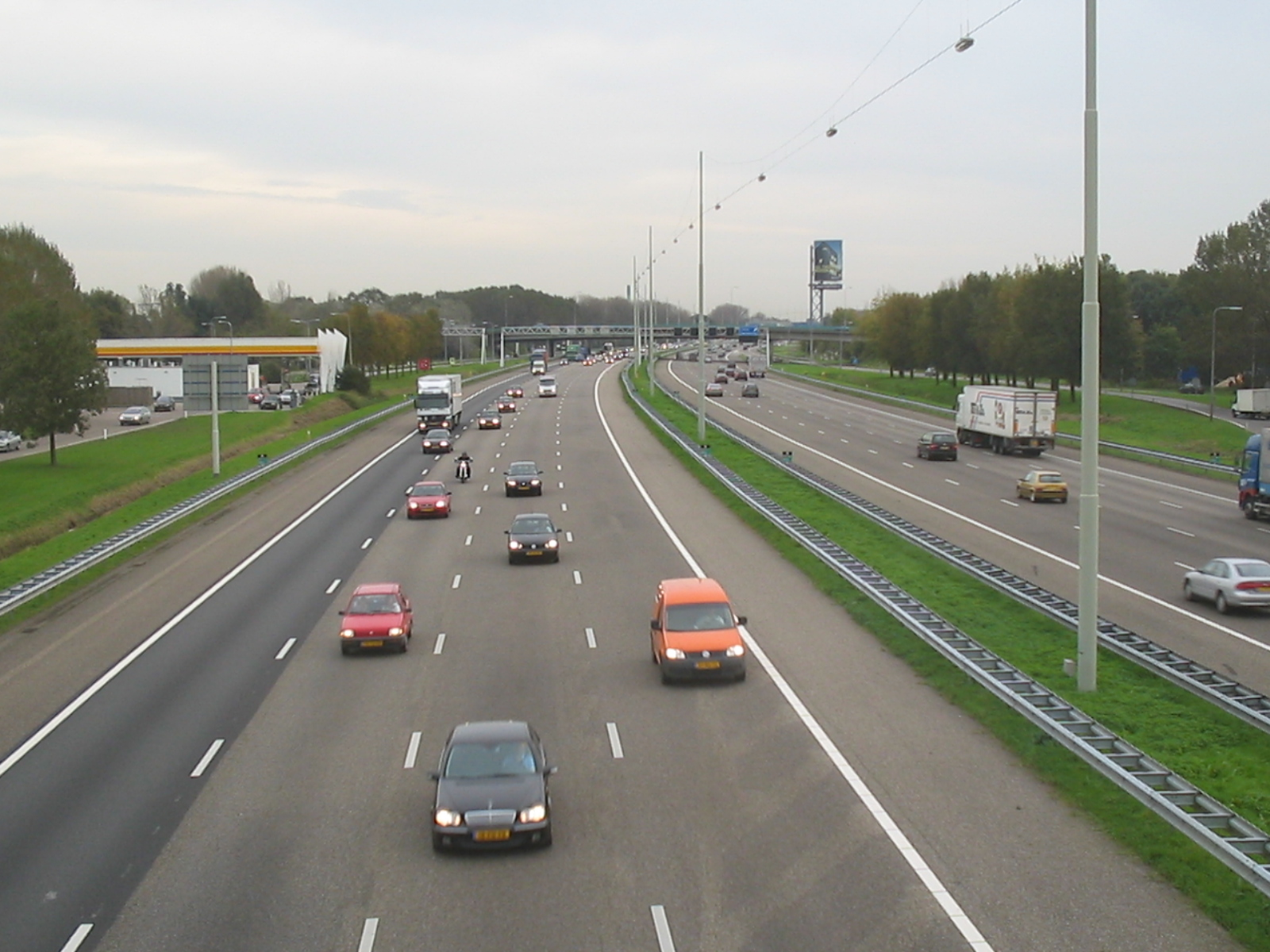
A16 bei Hendrik-Ido-Ambacht
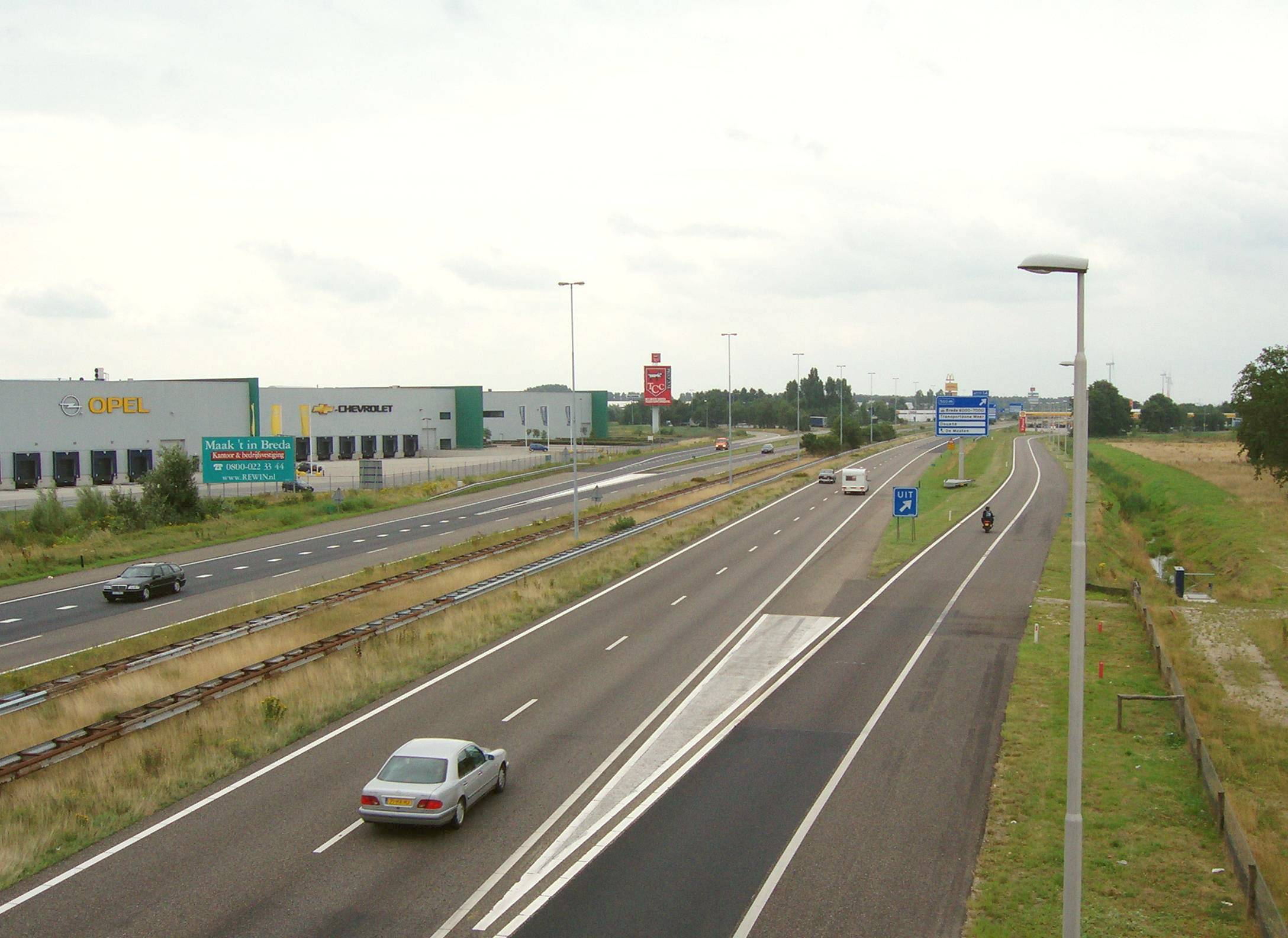
A16 bei Hazeldonk kurz vor der belgischen Grenze